# 宋景
宋景（1477年—1547年），字以賢，號南塘，江西南昌府奉新县（今江西省宜春市奉新县）人，明朝政治人物，進士出身。

## 生平
宋景自幼聰穎好學，二十歲進學。弘治十四年（1501年）辛酉科鄉試中江西鄉試第四十名舉人，二十九歲登弘治十八年（1505年）乙丑科二甲第十五名進士。授睢州知州。正德五年（1510年）任河南道御史。此前，明朝尚無知州改御史的先例，而宦官劉瑾創立。劉瑾被誅殺後，宋景也稱病去職。
嘉靖三年（1524年）宋景被推薦補用為浙江按察司僉事，升山西按察司副使。当时山西百姓因为饥荒起兵，杀死守卫指挥，宋景竖起朝廷旗帜，命令被胁迫的人来，贼人都前来归顺，宋景因此擒获贼人首领将他斩首。宋景歷任山東參政、福建布政使司左參政、四川右布政使、山西左布政使，嘉靖十二年（1533年）升任南京光祿寺卿。累官南京吏部、工部尚書，又改兵部尚書。升都察院左都御史，重到京師任職。嘉靖二十六年（1547年）卒於任內。朝廷追贈太子少保、吏部尚書，誥封資政大夫，謚莊靖。《明史》有傳。

## 家族
曾祖宋惟宁；祖父宋鉴；父宋迪嘉；母涂氏。曾孫宋應星，晚明科學家。